# 盛岡三大麺

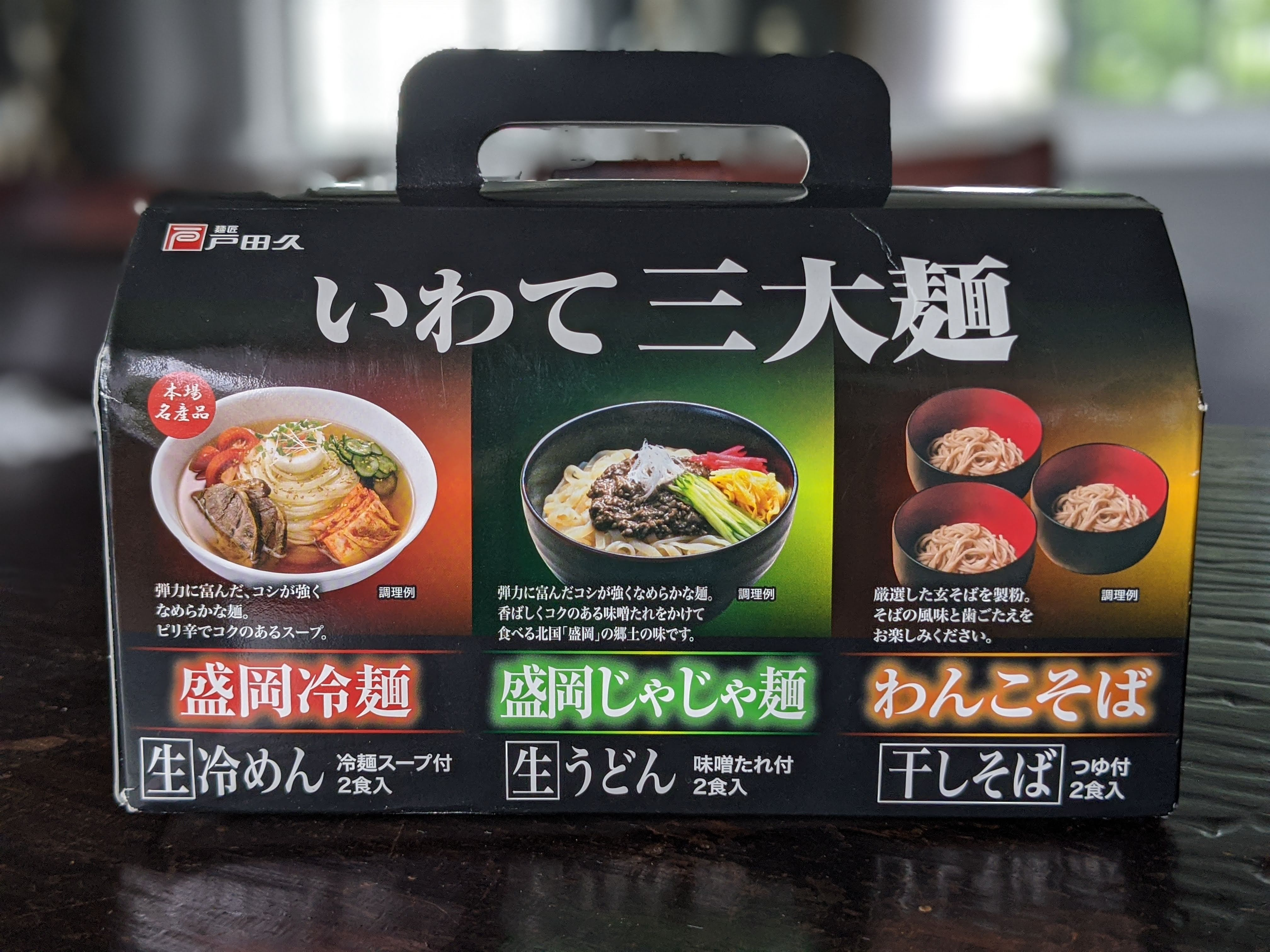
盛岡冷麺、盛岡じゃじゃ麺、わんこそばが入った家庭料理キット

盛岡三大麺（もりおかさんだいめん）とは、盛岡冷麺、盛岡じゃじゃ麺、わんこそばの総称である。
詳細は
- 盛岡冷麺
- 盛岡じゃじゃ麺
- わんこそば

以上の項目を参照のこと。
南部はっと鍋を含めて盛岡四大麺と呼ばれることもある。